# Crash Kings
Crash Kings — американская рок-группа, образованная в Лос-Анджелесе, Калифорния в 2006 году. Первый одноимённый альбом группы, Crash Kings, был выпущен 26 мая 2009 года на лейблах Custard Records и Universal Motown. Первый сингл группы, «Mountain Man», в октябре того же года попал в ротацию американских радиостанций, в ноябре — в чарт Alternative Songs от Billboard, а в марте 2010 года возглавил чарт Billboard Alternative Radio. В своих песнях Crash Kings используют аналоговые клавишные инструменты (например, клавинет) и систему Floyd Rose на соло-гитаре.

## История
Братья Майк и Тони Беливо выросли в небольшом городе Андовере к северу от Бостона, штат Массачусетс. В шесть лет Тони начал играть на пианино, а в средних классах школы уже сам писал музыку. В Университете Северного Техаса он начал изучать фортепианный джаз, но в итоге решил вернуться в Бостон и поступить в Музыкальный колледж Беркли, где уже учился его младший брат Майк. Окончив колледж, Тони переехал жить в Лос-Анджелес и начал писать свои песни. Несколько записанных работ он отправил Майку, который к тому времени уже жил в Нью-Йорке. Майк был впечатлён песнями брата настолько, что уже через неделю собрал чемоданы и отправился к Тони в Лос-Анджелес..
В первые же месяцы своего существования Crash Kings привлекли внимание продюсера и автора песен Линды Перри — после встречи с Тони Беливо она подписала группу на свой лейбл Custard Records.
После выступления перед Сильвией Роун — президентом лейбла Motown Records от Universal Music Group, группу направили к продюсеру Дэйву Сарди. Вместе с ним 26 мая 2009 года музыканты выпустили свой дебютный альбом Crash Kings на лейблах Custard и Universal Motown. В чарте Top Heatseekers от Billboard альбом дошёл до 30-го места. Первый сингл из этого альбома, «Mountain Man», попал в чарт Alternative Songs в ноябре 2009, а 28 марта 2010 возглавил его.
Песня «You Got Me» из того же альбома была включена в саундтрек консольной версии видеоигры The Sims 3. Специально для игры музыканты записали версию песни на языке симлиш.
Crash Kings участвовали в гастрольных турах Криса Корнелла,
Anberlin,
Stone Temple Pilots,
Дэвида Кука,
Jet,
The Bravery
и Rooney.

## Состав
- Антонио «Тони» Беливо — вокал, клавишные;
- Майк Беливо — бэк-вокал, бас-гитара;
- Том Рослак — ударные.

## Дискография

### Студийные альбомы
| Год  | Альбом                                                                              | Наивысшие позиции в чартах |
| Год  | Альбом                                                                              | Top Heatseekers            |
| ---- | ----------------------------------------------------------------------------------- | -------------------------- |
| 2009 | Crash Kings - Дата вымуска: 26 мая 2009 - Лейбл: Custard/Universal Motown           | 25                         |
| 2013 | Dark of the Daylight - Дата выпуска: 18 июня 2013 - Лейбл: Custard/Universal Motown | 17                         |

### Мини-альбомы
| Год  | Название   |
| ---- | ---------- |
| 2015 | Live Nudes |

### Синглы
| Год  | Сингл               | Наивысшие позиции в чартах | Наивысшие позиции в чартах | Наивысшие позиции в чартах | Наивысшие позиции в чартах | Наивысшие позиции в чартах | Наивысшие позиции в чартах | Альбом               |
| Год  | Сингл               | U.S. Alt                   | U.S. Main. Rock            | U.S. Rock                  | CAN                        | CAN Alt                    | CAN Rock                   | Альбом               |
| ---- | ------------------- | -------------------------- | -------------------------- | -------------------------- | -------------------------- | -------------------------- | -------------------------- | -------------------- |
| 2009 | Mountain Man        | 1                          | 32                         | 13                         | 54                         | 2                          | 2                          | Crash Kings          |
| 2010 | You Got Me          | 19                         | —                          | 48                         | —                          | —                          | —                          | Crash Kings          |
| 2010 | Non-Believer        | —                          | —                          | —                          | —                          | —                          | —                          | Crash Kings          |
| 2013 | Hot Fire            | —                          | 30                         | —                          | —                          | —                          | —                          | Dark of the Daylight |
| 2015 | You Keep Me Runnin' | —                          | —                          | —                          | —                          | —                          | —                          |                      |